# بوب بلاكلوك
بوب بلاكلوك (1 أبريل 1865 بملبورن في أستراليا - 6 أكتوبر 1897) (بالإنجليزية: Bob Blacklock)‏ هو لاعب كريكت نيوزلندي.

## وصلات خارجية
- بوب بلاكلوك على موقع إي آس بي آن كريك إنفو (الإنجليزية)